# Атлетіку Гоянієнсі
Атлетіку Гоянієнсі (порт. Atlético Clube Goianiense) — бразильський футбольний клуб з міста Гоянія, штат Гояс, Бразилія.

## Історія
2 квітня 1937 року Никанор Гордо і Хоакін Вейжа заснували клуб, почавши футбол в нещодавно заснованому місті Гоянія. Через рік вони залишили клуб, щоб вступити в Goiânia Esporte Clube (ще один новий клуб).
У 1944 році клуб виступив у першому чемпіонаті штату Гояс, який був першим офіційним змаганням з футболу в штаті, і в якому взяло участь п'ять клубів з Гоянії. «Атлетіко» переміг, здобувши перший титул. У 1957 році клуб виграв чемпіонат штату без втрати жодного матчу.
У 1971 році команда виграла Torneio da Integração Nacional, перемігши Понте Прета у фіналі. У 1990 році, після перемоги над Америка Мінейро в серії пенальті, клуб виграв Серію C.
У 2003 році, Атлетіко Гояніенсе закінчив на останньому місці в чемпіонаті штату, і був переведений до другого дивізіону. У 2005 році клуб виграв другий дивізіон чемпіонату Гояс, відповідно підвищившись в класі наступного року. Вони виграли лігу в 2010 році.

## Символи
Талісманом «Атлетіко Гояніенсе» є червоний дракон, що символізує кіготь та гарячу силу клубу. Прізвисько — Драгау, тобто дракон. Прапор схожий на домашній комплект форми, з червоними і чорними горизонтальними смугами, і логотипом у центрі.

## Досягнення
- Чемпіонат Бразилії Серія C: 2

1990, 2008
- Чемпіонат штату Гояс: 11

1944, 1947, 1949, 1955, 1957, 1964, 1970, 1985, 1988, 2007, 2010